# Поморянська ратуша

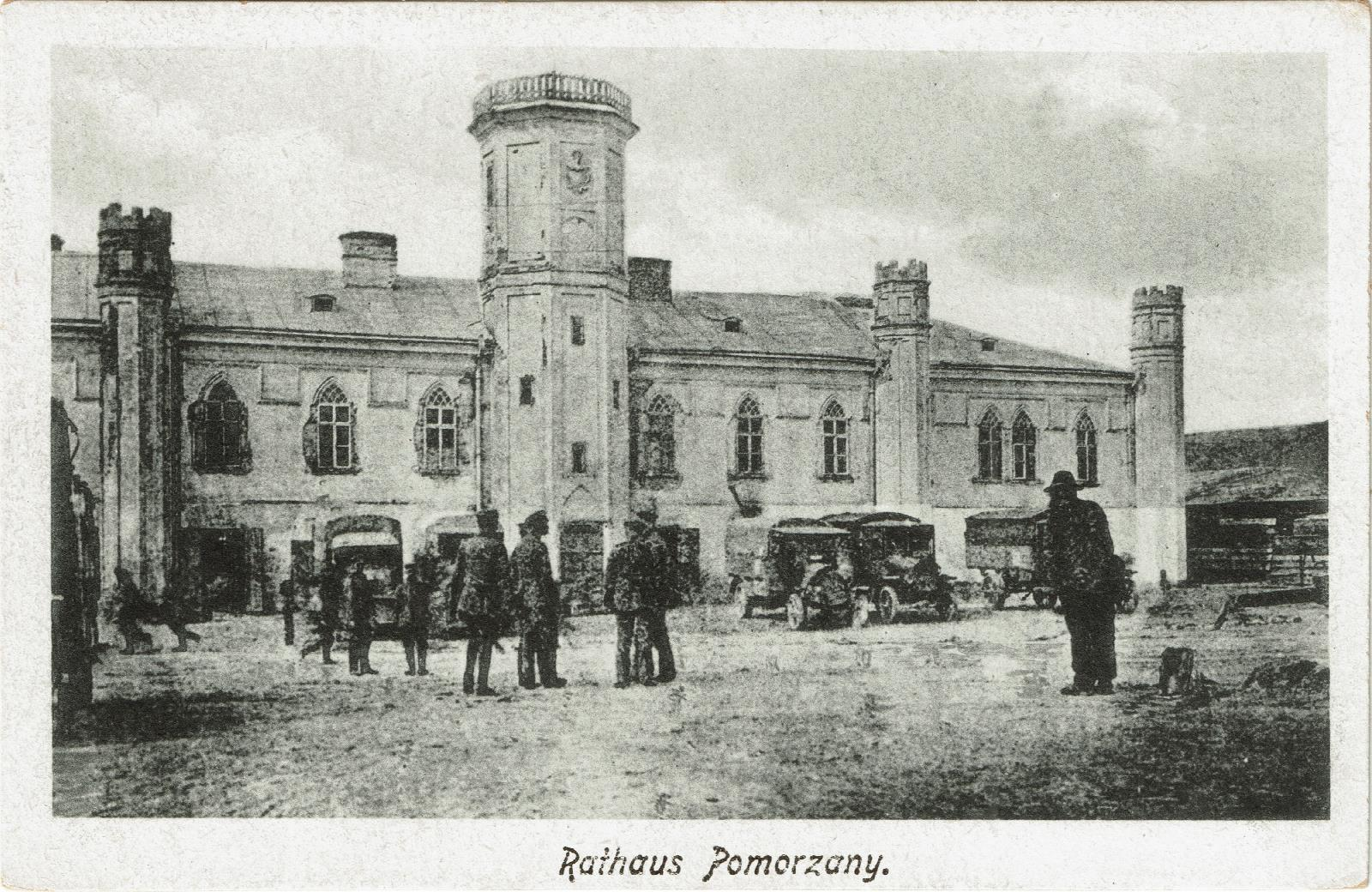
Поморянська ратуша

Поморя́нська ра́туша — будівля магістрату містечка Поморяни, що в Золочівському районі Львівської області. Не внесена до списку пам'яток архітектури.

## Опис
Побудована в XIX столітті за індивідуальним проєктом, у стилі неоготики. Спочатку ратуша була одноповерховою, зі стрілчастими вікна. Потім був добудований другий поверх. Будівлю прикрашали вісім великих неоготичних веж і центральна триповерхова вежа, що мала на горі оглядовий майданчик. В ратуші зберігалася зброя, згодом там були крамниці.
Сьогодні можна побачити лише частину споруди. В першій половині ХІХ століття вона була набагато більшою і мала форму літери «П». Під час  Першої світової війни на ратушу впав снаряд і більшу її частину було зруйновано. До нинішнього часу збереглася лише чверть будівлі – одне крило з трьома неоготичними восьмигранними вежами (подібно, як вежа Яворівської ратуші) з кам’яними зубцями, яке після війни нова польська адміністрація пристосувала під магістрат. Не збереглася й центральна висока вежа. Над головним входом міститься балкон.

## Стан сьогодні
В часи Радянського Союзу приміщення ратуші використовували під магазин, поліклініку, там навіть влаштовував репетиції місцевий оркестр. Оскільки Поморянська ратуша ніколи не належала до переліку пам’яток архітектури, то на початку 90-х колгосп продав будівлю місцевому підприємцю. Він же отримав в безоплатну оренду на 49 років парк (12 соток біля ратуші). 
Тепер власником ратуші є його син, який вирішив її продати. Ратушу він оцінив у 15 тисяч доларів. Це оголошення обурило місцевих мешканців та громадських активістів, які прагнуть повернути будівлю у власність громади. Тож наразі унікальна Поморянська ратуша стоїть пусткою і поступово руйнується.